# Melaenornis pammelaina
El papamoscas sudafricano (Melaenornis pammelaina) es una especie de ave paseriforme de la familia Muscicapidae propia de África Austral y Occidental.

## Descripción
El papamoscas sudafricano tiene el plumaje negro en su totalidad y cola larga, con el pico y las patas también negros. El iris de sus ojos es cataño oscuro. Este rasgo, junto con la cola de punta cuadrada, los distingue del drongo ahorquillado que también es negro y colilargo, pero tiene los ojos rojos.

## Distribución y hábitat
El papamoscas sudafricano es nativo del sur y este de África. Se distribuye por Somalia, Kenia, Tanzania, Ruanda, Burundi, Congo, República Democática del Congo, Angola, Namibia, Suaziland, Botsuana, Malaui, Mozambique, Zambia, Zimbabue, Lesoto y Sudáfrica. Suele vivir en hábitats con zonas abiertas y ligeramente arboladas, riberas, además de los bordes de las plantaciones y jardines. Sus hábitats suelen incluir árboles de los géneros Brachystegia, Acacia y  los mopanes.

## Comportamiento
El papamoscas sudafricano es principalmente Insectívoro. Su dieta incluye, escarabajos, termitas, saltamostes, lombrices, arañas, y ciempiés. Su técnica de caza principal es esperar posado en un lugar no muy alto, como una rama o un cable telefónico y se lanza contra las presas que pasen por debajo. También se sabe que liba néctar de las flores del aloe de montaña (Aloe marlothii) y come fritos de la hierba mora (Solanum nigrum). A veces busca alimento en pequeñas bandadas, a menudo asociado con drongos ahorquillados.
Se reproduce entre mayo y enero, con su momento cumbre entre septiembre y octubre. Generalmente anida en el hueco de un árbol, aunque a veces construye su nido entre una maraña de enredaderas, en el núcleo de una palmera o un racimo de bananas. Su nido tiene forma de cuenco y está compuesto de hierbas secas y ramitas con el interior forrado de materiales suaves. Pueden poner hasta cuatro huevos, y su incubación dura dos semanas. Los polluelos tardan en desarrollarse entre quince y veinte días y estar listos para dejar el nido.

## Estado de conservación
La UICN clasifica al papamoscas sudafricano como especie bajo preocupación menor, por su amplia distribución, de 4.000.000 km² y tener una población estable, siendo un pájaro común en al menos gran parte de su área de distribución.